# Teofilówka
Teofilówka [tɛɔfiˈlufka] est un village polonais de la gmina de Jabłonna Lacka dans le powiat de Sokołów et dans la voïvodie de Mazovie, au centre-est de la Pologne.
Il est situé à environ 4 kilomètres au nord-est de Jabłonna Lacka, 20 kilomètres au nord-est de Sokołów Podlaski et à 106 kilomètres à l'est de Varsovie.